# Mannea

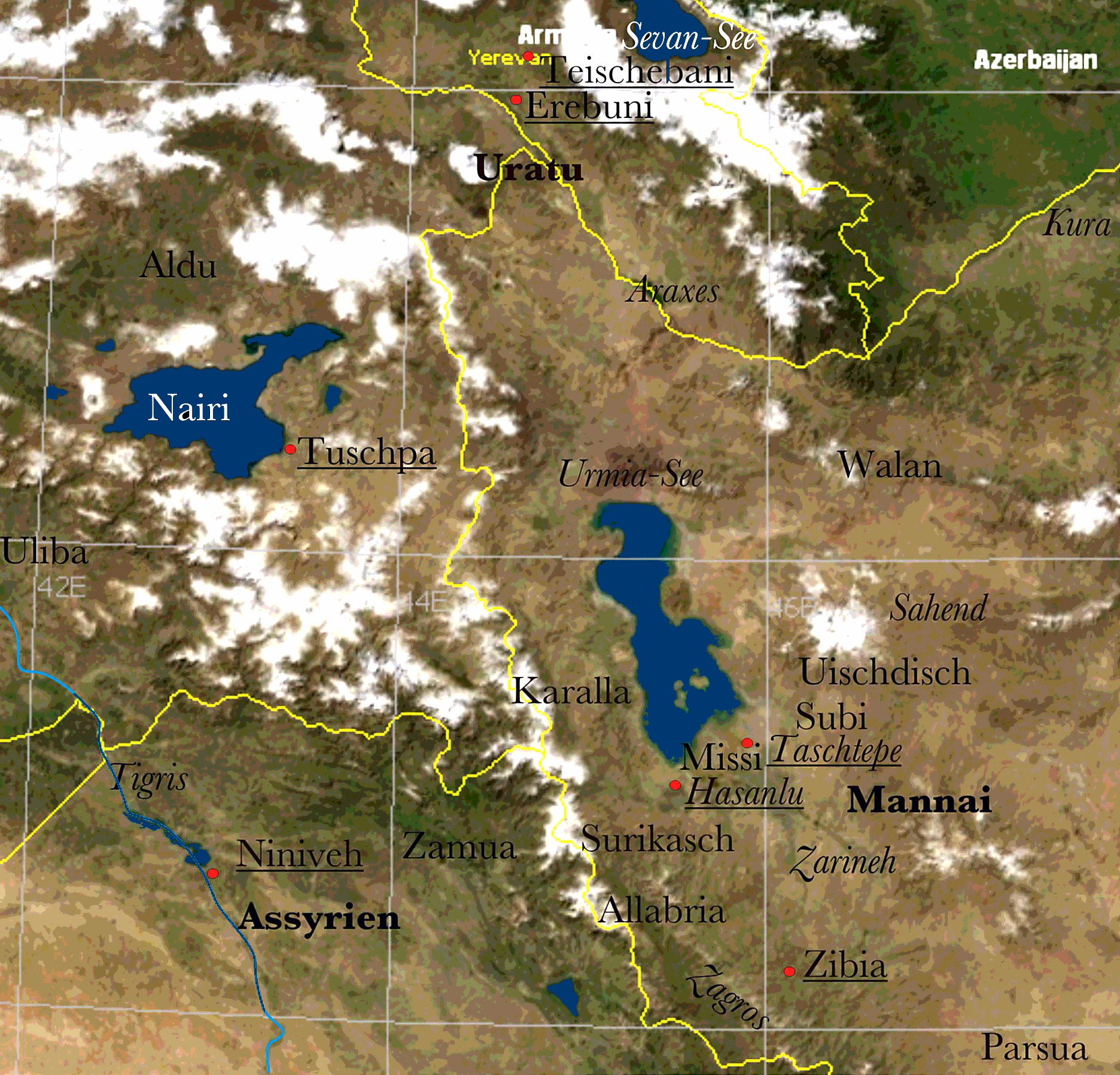
Het gebied van de Manneërs

Mannea was een klein onafhankelijk koninkrijk van de 10e tot de 8e eeuw v.Chr. in het noordwesten van het huidige Iran. Mannea lag ingeklemd tussen machtige buren, met Urartu in het noorden, Assyrië in het westen en Medië in het oosten.

## Locatie
Mannea lag ten zuiden van het Urmiameer en ten oosten van het Zagrosgebergte en besloeg de huidige Iraanse provincie Kordestan en een deel van West- en Oost-Azerbeidzjan. Verschillende archeologische vindplaatsen in Iran zijn geïdentificeerd als nederzettingen van de Manneërs:
- Ziwiye was een fort op een heuveltop. Binnenin de versterking was er een zuilenhal en in de omgeving werd er een begraafplaats opgegraven. De vondsten, waaronder geglazuurd, meerkleurig aardewerk, verraden Assyrische invloeden.
- Qalaichi komt overeen met Izirtu, dat een tijdlang de hoofdstad van Mannea was. Ook hier werd een zuilenhal gevonden en verder een stele met inscripties in het Aramees, aardewerk en vele geglazuurde en gekleurde tegels. Uit de afbeeldingen hierop blijkt opnieuw de Assyrische culturele invloed.
- Tappeh Rabat werd onderzocht vanaf 2005. Er werd een klein paleis opgegraven met op de binnenplaats een mozaïek uit keien. Hier werden opschriften in het Assyrisch gevonden.
- Hasanlu IVB is een citadel uit de ijzertijd die werd verwoest door een brand. Er heerst nog onzekerheid of deze site kan worden toegeschreven aan de Manneërs.

## Politiek
De Manneërs werden voor het eerst vermeld in Assyrische annalen in 843 v.Chr., toen het land werd aangevallen door de Assyrische koning Salmanasser II. Ook andere Assyrische koningen, zoals Sargon, vielen Mannea binnen. Vanaf 820 v.Chr. worden ook aanvallen op Mannea vanuit Urartu vermeld. Ondanks deze campagnes behield Mannea zijn soevereiniteit door de handige diplomatie van zijn koningen. Zo ging koning Ullusunu van Mannea een verbond aan met Sargon II van Assyrië tegen Urartu. In de 7e eeuw v.Chr. gingen de Manneërs opnieuw een verbond aan met Assyrië, ditmaal tegen de opkomende Meden.

## Cultuur
Over de taal van de Manneërs is weinig bekend. In Qalaichi werd een stele met Aramees schrift gevonden en in Tappeh Rabat bakstenen met Assyrisch spijkerschrift. Er was wel een eigen taal want aan het Assyrische hof was er een Manneïsch tolk actief. De Manneërs waren kundige ambachtslui. De culturele invloed van de Assyriërs is duidelijk, maar toch kenden de Manneërs eigen artistieke producten, zoals reliëfkeramiek.